# Anna DeRusso
Anna Maria DeRusso ist eine US-amerikanische Schauspielerin.

## Leben
DeRusso ist Absolventin der Germantown Academy. Ab 2016 lernte sie Filmschauspiel an der New York Film Academy, ab 2019 studierte sie an der Fordham University Film- und Fernsehkommunikation. Außerdem nahm sie in Manhattan Tanzunterricht. Ab 2021 wirkte DeRusso in ersten Kurzfilmproduktionen mit. 2024 gab sie im vom Filmstudio The Asylum produzierten Horrorfilm Monster Mash in der Rolle der Pia ihr Spielfilmdebüt. Im selben Jahr wirkte sie in mehreren Miniserien, darunter Teaching My Robot Boyfriend How to und Accidental Surrogate for Alpha, mit. Eine größere Rolle erhielt sie im Horrorfilm Heretics als Mary, in diesem sie mit weiteren Teenagern ein verfluchtes Haus betritt.

## Filmografie (Auswahl)
- 2021: The Labyrinth System (Kurzfilm)
- 2022: Disco for Dollars (Kurzfilm)
- 2023: The Red Dahlia (Kurzfilm)
- 2023: The Blue Period, Vol. 1 (Kurzfilm)
- 2024: Death Wishes (Kurzfilm)
- 2024: Monster Mash
- 2024: Reborn: The Legend Luna Awakening (Miniserie)
- 2024: Teaching My Robot Boyfriend How to Love (Miniserie)
- 2024: Sliver Shadow Bitcoin Alpha Reborn (Miniserie)
- 2024: Accidental Surrogate for Alpha (Miniserie)
- 2024: A Mistaken Surrogate for the Ruthless Billionaire (Miniserie)
- 2024: Heretics
- 2025: Get into Bed (with My Husband’s Best Friend) (Miniserie)
- 2025: Forbidden Love with My Husband's Son (Fernsehserie)
- 2025: Monophobia (Kurzfilm)
- 2025: Billionaire Alpha Won't Let Me Go (Miniserie)